# ویلیام آمهرست
ویلیام آمهرست (انگلیسی: William Amherst, 1st Earl Amherst; ۱۴ ژانویه ۱۷۷۳–۱۳ مارس ۱۸۵۷) سیاست‌مدار اهل پادشاهی متحد بریتانیای کبیر و ایرلند بود. وی نایب‌السلطنه هند بین سال‌های ۱۸۲۳ و ۱۸۲۸ بود.